# Oued Morra
Pour les articles homonymes, voir Morra (homonymie).
Oued Morra est une commune de la wilaya de Laghouat en Algérie.